# Xarxa digital de serveis integrats
Una xarxa digital de serveis integrats (XDSI) és una xarxa telefònica digital basada en commutació de circuits. Així, procedeix per evolució de la xarxa telefònica commutada (XTC), és a dir, de la xarxa telefònica convencional. És un tipus de xarxa WAN (Wide Area Network). Aquesta xarxa permet la comunicació digital punt a punt i ofereix múltiples connexions sobre la mateixa línia, independentment de la natura de la informació a transmetre i l'equip o el terminal que generi aquesta informació.

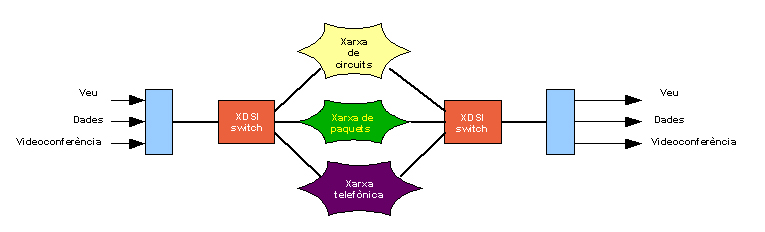
Esquema tipus d'una xarxa XDSI

## Etimologia
El nom de xarxa digital de serveis integrats prové de l'anglès Integrated Services Digital Network (ISDN).
1. "Integrated Services" fa referència a la capacitat de la xarxa de proveir, com a mínim, de dues connexions simultànies (independentment de la combinació de dades, vídeo i fax que es faci sobre la línia). Així, la línia XDSI pot abastir completament les necessitats de comunicació de tots els usuaris.
2. "Digital" es refereix a la natura de la transmissió (és una transmissió purament digital). No cal fer conversions de digital a analògic i a l'inrevés, com era el cas dels mòdems antics abans d'arribar DSL.
3. Finalment, "Network" vé perquè XDSI no és només una solució punt a punt, sinó que s'estén des de la central telefònica fins a l'usuari, incloent tot l'equipament de telecomunicacions i commutació que hi ha enmig.

## Principis de la XDSI
Aquesta xarxa es va definir per:
- Suport d'aplicacions (veu i dades) utilitzant un conjunt d'aplicacions estàndard.
- Suport per aplicacions commutades i no commutades: Així, XDSI pot suportar, a més de la commutació de circuits, la commutació de paquets.
- Dependència de connexions de 64 kbps: Les connexions de commutació de paquets i de circuits que proporciona XDSI són a 64 kbps.
- Intel·ligència de la xarxa: La xarxa ha de proveir d'un servei més sofisticat, no només una simple trucada de telèfon.
- Arquitectura d'un protocol en capes: Els protocols d'accés a la xarxa XDSI presenten una arquitectura semblant a la del model OSI (arquitectura en capes).
- Diverses configuracions: No existeix una única configuració per implementar aquesta xarxa.

## Arquitectura de protocols
En l'apartat anterior, es comentava que el protocol XDSI presentava una arquitectura en capes. Així, tenim que, des del punt de vista de l'estàndard OSI, una pila XDSI consta de tres protocols:
1. La capa física.
2. La capa d'enllaç (en anglès Data Link Layer (DLL)).
3. La capa de xarxa, pròpiament el protocol XDSI.

Però això no és tot; des del punt de vista de la interfície amb l'usuari, s'inclouen protocols per la interacció usuari - xarxa i usuari - usuari.
Pel que fa al context del model ISO, XDSI només fa referència a les capes de la 1 a la 3 (no a les capes de l'usuari (capes de la 4 a la 7)). Així, les principals diferències de XDSI amb el model ISO són:
1. Múltiples protocols interrelacionats.
2. Trucades multimèdia.
3. Connexions multiplunt.

## Punts de referència de la xarxa
En l'estudi de la XDSI s'han definit uns determinats punts de referència que serveixen per delimitar cada element de la xarxa. Aquest elements són:
- R (Rate): Es refereix al punt entre un dispositiu que no és de la xarxa XDSI i l'adaptador de terminal (terminal adapter (TA)). Per fer-nos una idea, l'adaptador de terminal en una xarxa XDSI fa la mateixa funció que el mòdem en Internet, és a dir, traducció.
- S (sistema): El punt entre un TA i un dispositiu NT-2 (Network Termination Type 2). Separa el terminal de l'usuari de les funcions de comunicació relacionades amb la xarxa.
- T (terminal): Correspon a la mínima terminació de la xarxa XDSI de l'equip de l'usuari. Separa l'equip del proveïdor de xarxa del de l'usuari. Els punts de referència S i T es poden fusionar en el punt S/T.
- U : Fa referència al parell de fils de coure del bucle telefònic entre la central i el domicili de l'usuari.

## Adaptació de terminals
Per a connectar dispositius no XDSI a la xarxa s'utilitzen els adaptadors de terminal (TA). Aquests dispositius realitzen les següents funcions:
- Adaptació de velocitat.
- Conversió de senyalització.
- Conversió X.25 (procés que engloba els dos anteriors).
- Conversió de la Interfície Física.
- Digitalització.

## Configuracions
El flux digital entre la central i l'usuari XDSI es fa servir per enviar diversos canals de comunicació. Per a la transferència d'informació i senyalització, es van definir els següents canals:

### Canal B
El canals Bearer o portador és el canal bàsic de l'usuari. S'encarrega del transport de la informació generada pel terminal de l'usuari a una velocitat de 64 kbps. Es pot dividir en subcanals però aquests han d'estar subscrits entre els mateixos extrems subscriptors.
Pot suportar les connexions:
1. Commutació de circuits.
2. Commutació de paquets.
3. Permanent: No requereix un protocol d'establiment de trucada. És contracta un canal fix, permanent (una línia llogada).

### Canal D
El canal Deta és un canal que es fa servir per senyalització i control a una velocitat de 16 o 64 kbps. Bàsicament té dues missions:
1. Portar la informació de senyalització per controlar les trucades de circuits commutats associats als canals B.
2. A més pot utilitzar-se per commutació de paquets de baixa velocitat mentre que espera informació de senyalització.

### Canals H
Són canals per al transport de les dades de l'usuari a alta velocitat (superior a 64 kbps). Es defineixen els següents tipus de canals H:
- H0 : Velocitat de 384 kbps.
- H10 : Velocitat de 1472 kbps.
- H11 : Velocitat de 1536 kbps.
- H12 : Velocitat de 1920 kbps.

## Versions d'accés
Existeixen bàsicament dues versions:

### XDSI-BRI
.

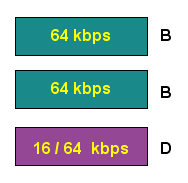
Estructura de XDSI-BRI

L'accés bàsic, més conegut com a XDSI-BRI (Basic Rate Implementation), consisteix a dos canals "B" full-duplex i un canal "D" full-duplex de 16 kbps. La velocitat total a un punt d'accés bàsic és de 192 kbps (tenint en compte la divisió en trames, la sincronització i altres bits addicionals).
Així tindríem doncs:
V(kpbs)=2*B + D = 2*64+16= 160 + manteniment + senyalització + control = 192 kbps.

### XDSI-PRI

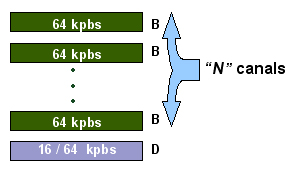
Estructura de XDSI-PRI.

Al contrari que en l'accés bàsic, on només teníem dos canals B, en l'accés primari o XDSI-PRI (Primary Rate Implementation) tenim N canals B full-dúplex i un canal D full-dúplex. Per tant, podem oferir més amplada de banda a l'usuari.
Per aquest motiu, l'accés primari està destinat a usuaris amb requisits de capacitats més grans (oficines amb centraleta digital o xarxa local, ...). Amb tot, no és possible aconseguir un acord en la transmissió de dades entre diferents països a causa de les diferents jerarquies de transmissió digital que s'utilitzen.
Així tenim que als Estats Units, el Japó i Canadà s'utilitza una estructura de transmissió basada en 23 canals "B" full-duplex i un canal "D" full-duplex de 64 kbps.
V(kbps) = 23B + D + senyalització + sincronització = 23*64 + 64 + 8 = 1544 kbps
V = 1.544 Mbps (T1)
Pel que fa a Europa, l'estructura està formada per 30 canals "B" full-duplex i un canal "D" full-duplex de 64 kbps. La velocitat doncs és:
V(kbps) = 30B + D + senyalització + sincronització = 30*64 + 64 + 64 = 2048 kbps
V = 2.048 Mbps (E1)
- Avantatges: Bàsicament el principal avantatge que presenta aquesta versió és que disposem de més canals i, en conseqüència, de més amplada de banda.
- Inconvenients: S'ha de pagar per cada canal dedicat; de manera que si utilitzem molts canals, ens implicarà un cost elevat.

## Serveis
Per a comunicacions extrem a extrem, XDSI proporciona tres tipus de serveis:
1. Circuits commutats sobre el canal "B".
2. Connexions permanents sobre el canal B: No existeix establiment i liberalització de la trucada sobre el canal D.
3. Commutació de paquets proporcionat per XDSI.

Per una altra banda, des del punt de vista de la numeració, una direcció XDSI pot fer-se servir per a:
1. Identificar un terminal específic dintre d'una línia digital XDSI.
2. Identificar un punt d'accés al servei de xarxa en un entorn OSI.
3. Identificar un punt d'accés al servei de xarxa en un entorn no d'acord amb el model OSI.

## Prestacions
Aquesta xarxa presenta els següents avantatges:
- QoS assegurat.
- Connexió ràpida.
- És una xarxa telefònica.

Per l'altre costat, també té els seus inconvenients:
- Cost elevat i amplada de banda.
- Mal aprofitament dels recursos en algunes aplicacions.